# Sojabohne
Die Sojabohne (Glycine max (L.) Merr.), häufig auch einfach als Soja (von jap. shōyu für Sojasauce, daizu für Sojabohnen) bezeichnet, ist eine Pflanzenart aus der Gattung Glycine in der Unterfamilie Schmetterlingsblütler (Faboideae) innerhalb der Familie der Hülsenfrüchtler (Leguminosae oder Fabaceae).
Der Anbau der Nutzpflanze Sojabohne ist seit 3050 v. Chr. in Japan und zumindest seit 1550 v. Chr. in Korea und China als Nahrungspflanze nachgewiesen. Die Sojabohne wird heute auf 6 % der globalen landwirtschaftlichen Nutzfläche angebaut und ist die weltweit wichtigste Ölsaat. Ihre zunehmende Bedeutung spiegelt sich in dem seit den 1970er Jahren von allen Nutzpflanzen höchsten Zuwachs an Anbaufläche wider. Während 1960 17 Millionen Tonnen produziert wurden, waren es 2022 bereits 349 Millionen Tonnen.
Als Ölsaat enthalten Sojabohnen etwa 20 % Öl. Das Sojaöl wird vor allem als Lebensmittel, aber z. B. auch für die Produktion von Biodiesel verwendet. Nach der Ölpressung wird das verbleibende Extraktionsschrot (Sojakuchen) erhitzt, um die für Tier und Mensch giftigen und unbekömmlichen Bestandteile zu zerstören (Trypsininhibitoren und Hämagglutinine), und dann zu 98 % in der Tierproduktion verfüttert und zu 2 % als Nahrung für den Menschen verwendet. Sojabohnen enthalten etwa 37 % Proteine. Als Nahrung ist die Qualität des Sojaproteins mit der von tierischen Proteinen vergleichbar, was die Sojabohne von anderen Pflanzen abhebt.
Zur Herstellung eines Kilogramms verzehrfähigen Sojas werden je nach Sorte und Standort ca. 1200 Liter Wasser benötigt. Saatguthändler sprechen von 300 Liter Wasser pro Quadratmeter Soja für erntefähige Pflanzen.

## Beschreibung und Ökologie

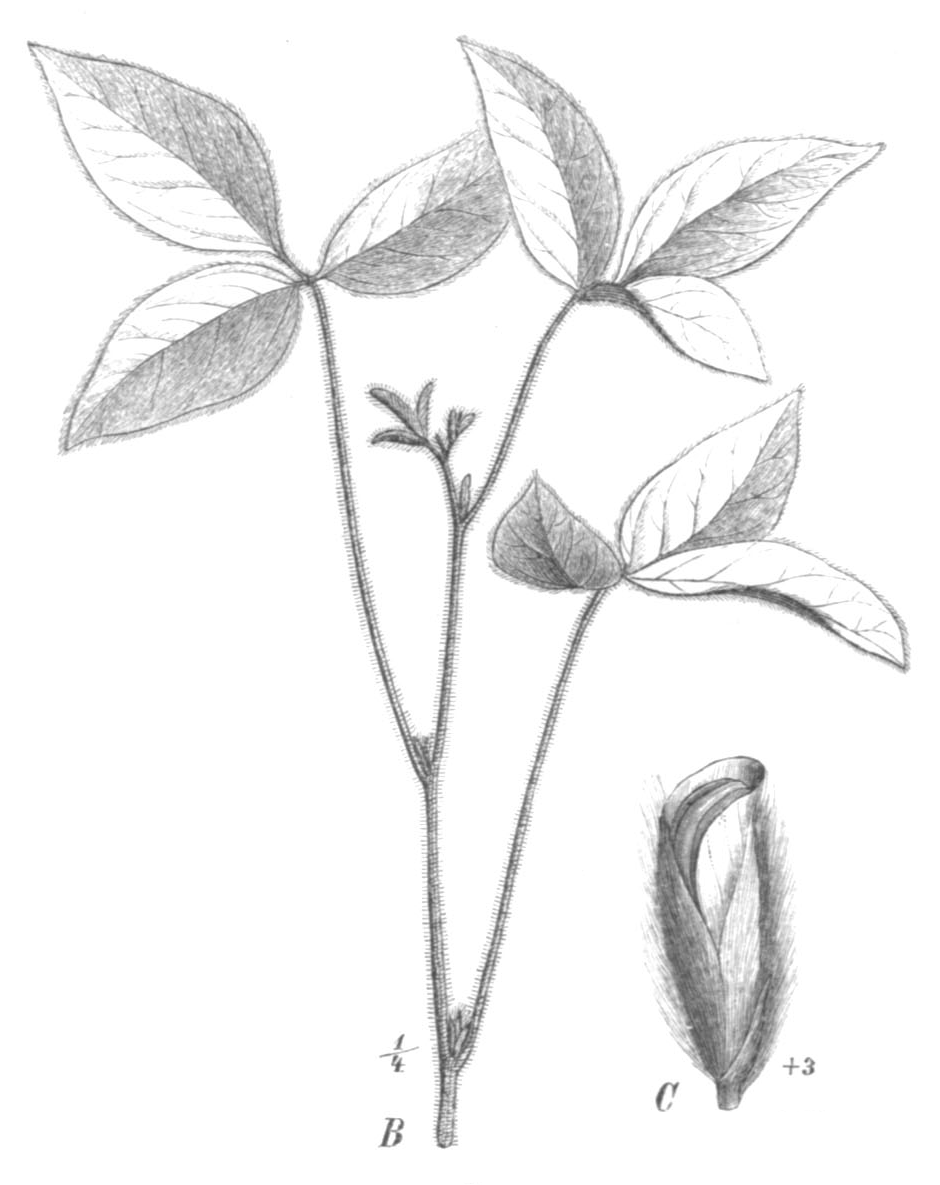
Illustration

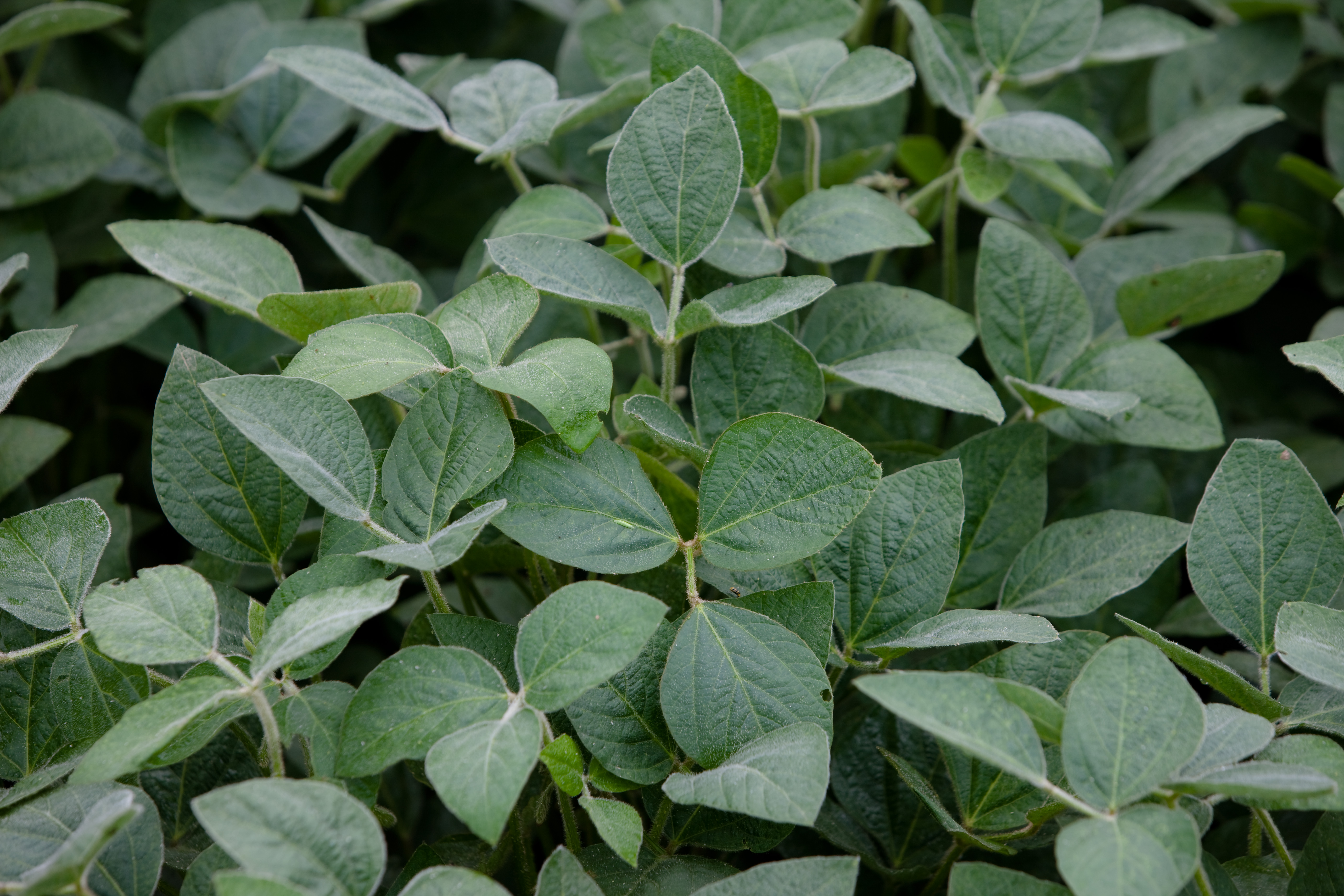
Blätter

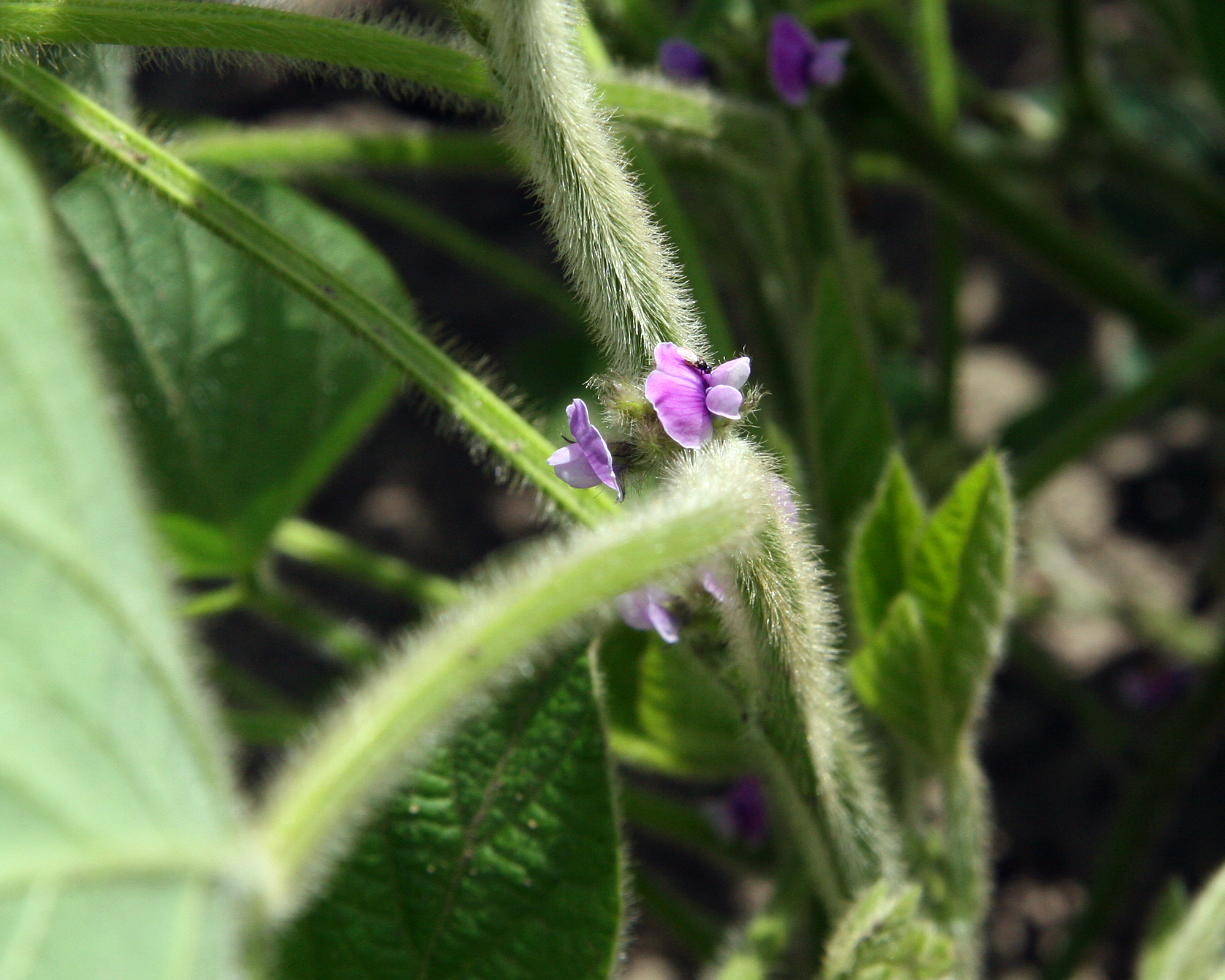
Zygomorphe Blüten

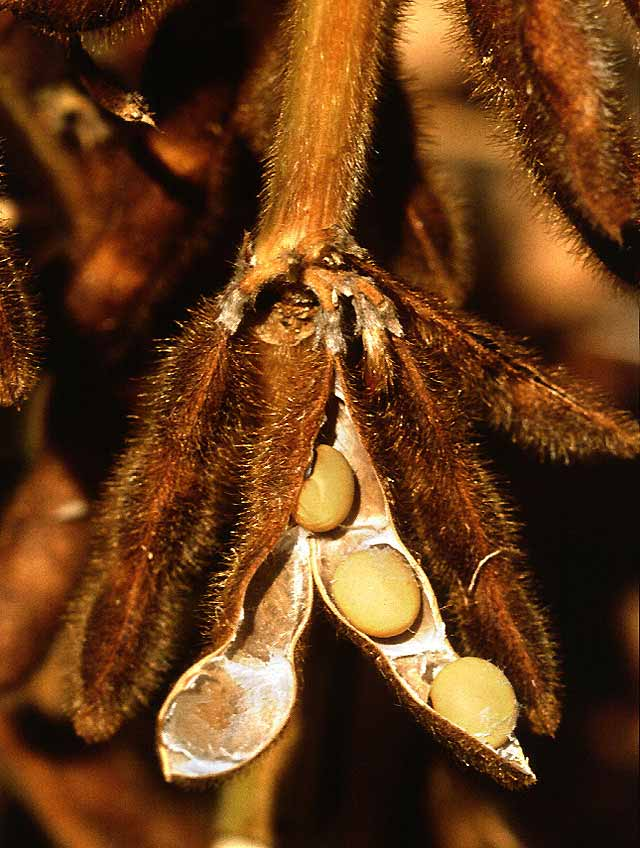
Reife Hülsenfrucht

### Vegetative Merkmale
Die Sojabohne ist eine einjährige, krautige Pflanze mit bräunlicher Behaarung. Da es sehr viele Convarietäten und Varietäten gibt, sind auch die morphologischen Merkmale sehr unterschiedlich. Am häufigsten sind aufrecht wachsende Sorten von 20 bis 80 Zentimeter Wuchshöhe. Hochwüchsige Sorten erreichen bis 2 Meter Höhe. Die borstigen Stängel sind eher dünn und mehr oder weniger verzweigt. Die meisten Sorten sind an Stängeln, Blatt- und Blättchenstielen und Blättern fein bis dicht behaart.
Es gibt Sorten mit unbegrenztem (indeterminiertem) Wachstum. Die Mehrzahl der Sorten hat jedoch ein begrenztes Wachstum, da die Endknospe der Triebe sich zum Blütenstand entwickelt, und die Pflanze somit nicht weiterwächst. In höheren Breitengraden werden erstere Sorten bevorzugt.
Die wechselständig am Stängel angeordneten Laubblätter sind in Blattstiel und -spreite gegliedert. Der mehr oder weniger behaarte Blattstiel ist oft relativ lang. Die Blattspreite misst in der Breite mehr als 10 Zentimeter. Sie ist unpaarig gefiedert und besteht meist aus drei eiförmigen, spitzen bis stumpfen oder abgerundeten, feinstachselspitzigen, kurz gestielten, das Endblättchen länger, Blättchen die mit ein bis zwei Nebenblättchen versehen sind. Die ganzrandigen, behaarten bis kahlen Blättchen sind etwa 3 bis 10 Zentimeter lang sowie 2 bis 6,5 Zentimeter breit. Die Laubblätter werden noch während der Fruchtreifung abgeworfen. Es sind behaarte Nebenblätter vorhanden.
Sojabohnen haben ausgeprägte Pfahlwurzeln von bis über 1,5 Meter Länge. Die Wurzeln werden von dem sojaspezifischen Knöllchenbakterium Bradyrhizobium japonicum besiedelt. In dieser Symbiose erhält die Pflanze von den Bakterien den wichtigen Nährstoff Stickstoff in pflanzenverfügbarer Form. Beim Anbau von Soja auf Böden, in denen die Bakterien nicht von Natur aus vorhanden sind (etwa bei europäischen Böden) erfolgt eine Beimpfung des Saatgutes mit den erforderlichen bakteriellen Symbionten.

### Generative Merkmale
Die Sojabohne ist eine Kurztagspflanze. Beim Anbau unter Langtagbedingungen verlängert sich die Wachstumszeit durch Verzögerungen bei der Blütenanlage und Abreife der Samen.
Die 2 bis über 20, achselständigen Blüten stehen an kurzen Stielchen in kurzen, behaarten, achsel- oder endständigen, traubigen Blütenständen zusammen. Ihre Färbung variiert gewöhnlich von blass-lila bis dunkel-violett, purpurfarben, rosa oder weiß. Sie sind mit 5 bis 6 Millimetern Länge relativ klein und in der Regel selbstbefruchtend. Es sind behaarte Trag- und Deckblätter vorhanden. Die Blühperiode erstreckt sich meist über drei bis vier Wochen. Blütezeit ist Juli bis August.
Die zwittrigen Schmetterlingsblüten sind zygomorph und fünfzählig mit doppelter Blütenhülle. Der meist zweilippige Kelch ist lanborstig behaart. Sie weisen zehn Staubblätter auf. Davon sind neun Staubfäden zu einer Röhre verwachsen. Das zehnte, oberste Staubblatt ist frei und liegt den verwachsenen Staubblättern an. Der Fruchtknoten ist behaart und der Griffel ist leicht gebogen.
Nur 20 bis 80 % der Blüten setzen Früchte an. Die seidig behaarten, leicht gebogenen und abgeflachten, länglichen Hülsenfrüchte sind 2 bis 10 Zentimeter lang und bei der Reife strohgelb, grau oder schwarz und enthalten ein bis fünf Samen. Die hängenden Früchte sind an den Samen leicht eingeschnürt. Die glatten, braunen, gelblichen, grünen oder schwarz-violetten, teils gefleckten Samen, mit kleinem Hilum, sind ellipsoid bis kugelig, ei- oder nierenförmig, flach oder gewölbt. Die Tausendkornmasse reicht von 50 bis 450 Gramm. Die Ernte der Sojabohnen kann vollmechanisiert durch Mähdrescher erfolgen.

### Chromosomenzahl
Die Chromosomenzahl beträgt 2n = 40.

### Schädlinge und Krankheiten
Bekannte Schädlinge der Sojabohnenpflanze sind die Sojabohnenzystennematode, die zur Gruppe der Fadenwürmer gehört, der Baumwollkapselbohrer, verschiedene Stinkwanzen (insbesondere die Art Piezodorus guildinii), der Asiatische Sojarost (Phakopsora pachyrhizi) und der Pilz Fusarium virguliforme. Der Pilz führt zum „Sudden-death-Syndrom“ (SDS), das ein akutes Absterben der Sojapflanze zur Folge hat.

## Herkunft und Geschichte

### Ursprung in China und Japan
Die Sojabohne stammt von der Wildform Glycine soja ab. Die ältesten Belege für eine Nutzung nicht-domestizierter, kleiner Soja-Samen durch den Menschen stammen aus Nordchina (7000 v. Chr.) und Japan (5000 v. Chr.). Die ältesten Belege für große, gezüchtete Bohnen stammen aus Japan (3050 v. Chr.) und Korea (1550 v. Chr.). In China ist sie seit der Zhou-Dynastie (ca. 550 v. Chr.) weit verbreitet. Zusammen mit Hirse galt sie dort damals als eine der wichtigsten Nahrungsmittelpflanzen.

### Taxonomie
Die Sojabohne wurde 1753 von Carl von Linné in Species Plantarum Band 2, Seite 725 als Phaseolus max erstbeschrieben. Die Art wurde 1917 von Elmer Drew Merrill in An Interpretation of Rumphius's Herbarium Amboinense Seite 274–275 als Glycine max (L.) Merr. in die Gattung Glycine gestellt. Ein Synonym ist Soja max (L.) Piper.

### Verbreitung
Für Europa entdeckt wurde Glycine max von Engelbert Kaempfer, der sie nach seiner Japanreise 1691/92 erstmals beschrieb. Aus dem Jahre 1737 gibt es erste Belege, dass die Sojabohne in Holland in botanischen Gärten gezogen wurde, 1739 auch in Frankreich. In Europa erlangte der Anbau jedoch nie eine Bedeutung. Samuel Bowen brachte die Sojabohne 1765 erstmals in die USA.
Der frühe internationale Bedeutungszuwachs der Sojabohne erklärt sich nicht allein durch ihren hohen Öl- und Proteingehalt und die hohe Ertragsstabilität, da diese teilweise erst im 20. Jahrhundert durch enorme Forschungsanstrengungen erreicht wurden.

#### Anfänge in den USA
Von der ersten Erwähnung der Sojabohne in den US-Agrarstatistiken 1924 bis zum Zweiten Weltkrieg stieg die Anbaufläche von 767.000 auf 4.220.000 Hektar an. Der überwiegende Teil der Ernte wurde bis Ende der 1930er Jahre jedoch nicht in Ölpressen verarbeitet. 1925 wurden nur 6 % der Ernte gepresst, 1939 hingegen bereits 71 %. Der Grund für den massiven Produktions- und Pressungszuwachs lag in der erst beginnenden Kooperation zwischen Landwirten und Verarbeitern. So wurden im Forum der 1919 gegründeten American Soybean Association (ASA) im Jahr 1928 erste bindende Abnahmegarantien ausgehandelt. Anfang der 1930er Jahre erreichte die ASA die Etablierung prohibitiver Importzölle auf Sojabohnen, die das Doppelte des Marktpreises betrugen. Die so geschützte US-Sojabohnenproduktion konnte sich daher ausdehnen.
Dennoch wurde die Sojabohne zunächst nur im industriellen Bereich eingesetzt. Anfang der 1930er Jahre wurden 95 % des Sojaöls zur Farb- und Firnisherstellung eingesetzt. Im Bereich der menschlichen Ernährung war das potenziell für die Margarineproduktion verwendbare Sojaöl der Konkurrenz des Kokosnussöls aus den Philippinen unterlegen, unter anderem aufgrund des relativ markanten und starken Geschmacks des Sojaöls. Daher erschien eine zukünftige Bedeutung der Sojabohne für die Ernährung unwahrscheinlich. Der Industrielle Henry Ford verarbeitete Sojamehl zu Plastik, welches er in der Autoproduktion verwendete. Seit Mitte der 1930er Jahre wurde unter dem Einfluss der ASA auch die Verarbeitung von Kokosnussöl besteuert.
Neben dem Schutz vor ausländischer Konkurrenz begünstigten weitere Faktoren den Aufstieg der Sojabohne. Die Motorisierung der Landwirtschaft setzte größere Flächen frei, die zuvor für den Futteranbau für Zugtiere verwendet worden waren. Bauern, die sich brachliegenden Flächen und sinkenden Einkommen gegenübersahen, erhofften sich von der Sojabohne eine Antwort auf ihre Probleme. Die Sojabohne wurde so auch „Goldene Bohne“, „Cinderella“ und „Wunderfrucht“ genannt. Sie wurde auch aufgrund ihrer stickstoffbindenden Eigenschaften in der Verbesserung der Bodenfruchtbarkeit gelobt. Die Sojabohne konnte zudem mit denselben Mähdreschern geerntet werden wie Weizen. Die Marktpreise waren deutlich höher als für Mais. Die ASA startete Kampagnen, um die Bohne unter Landwirten im Mittleren Westen zu größerer Bekanntheit zu verhelfen. Zudem wurden auf Soja spezialisierte Forschungseinrichtungen und -programme etabliert. Die Zuchtstationen importierten Tausende von Sorten aus China. Schließlich wurde das Aminosäureprofil identifiziert, und Sojamehl begann, Fleisch-, Fisch- und Baumwollsamenmehl als Viehfutter zu verdrängen.

#### Zweiter Weltkrieg
Der Zweite Weltkrieg verhalf der Sojabohne zu weiteren starken Bedeutungszuwächsen in den USA. Der Krieg stimulierte die Wirtschaft und erhöhte die Güternachfrage, insbesondere nach Lebensmitteln. Nach dem Angriff auf Pearl Harbor war das Land zudem von Kokos- und Palmölimporten abgeschnitten und musste diese Angebotseinbrüche wettmachen. Die Regierung führte Garantiepreise für Sojabohnen und Subventionen für die Verarbeitungsindustrie ein. Die Preise verdoppelten sich so während des Krieges. Auch die Schweine- und Geflügelfleischproduktion nahm um 40–50 % zu und verschaffte dem zuvor eher als Nebenprodukt der Ölgewinnung angesehenen Sojamehl einen massiven Bedeutungsgewinn als Futtermittel. Auf Druck der ASA verpflichteten sich Margarinehersteller 1947, nur noch amerikanische Rohstoffe zu verwenden. Anders im NS-Staat. Dort strebte man die direkte Einbringung der wertvollen Pflanze in die menschliche Nahrung an. Die Nationalsozialisten hatten ihr Augenmerk auf die Sojabohne geworfen, da sie mit ihrem hohen Anteil an biologisch vollwertigen Proteinen sehr gut geeignet war, die seinerzeit sogenannte „Eiweißlücke“ zu schließen, die wegen der Autarkiebestrebungen Deutschland drohte.

#### Nachkriegszeit und internationale Verbreitung

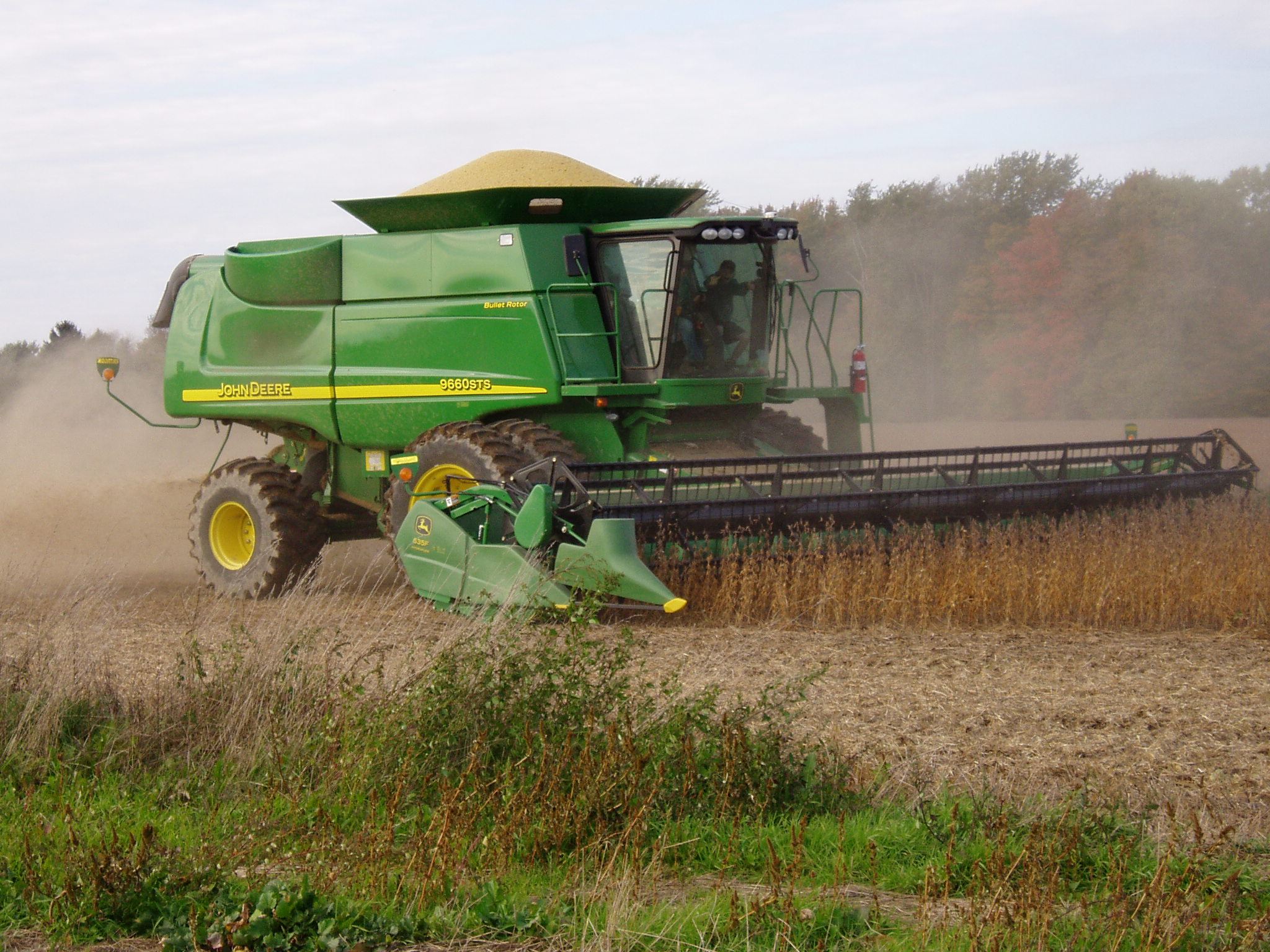
Sojabohnenernte in Michigan, 2006

Die nordamerikanische Produktion dehnte sich nach dem Krieg stark aus und versechsfachte sich so zwischen 1946 und 1970. Während unmittelbar nach dem Zweiten Weltkrieg nur wenig Soja exportiert wurde, stieg dieser Anteil bis 1970 auf 40–57 %. Die Exporte versorgten europäische Ölmühlen, die von amerikanischen Firmen insbesondere in den 1960er Jahren gebaut wurden. Die Verwendung von Sojamehl als Futtermittel in Europa wurde von Anbauverbänden ebenfalls angeregt. Auch die amerikanischen Lebensmittelhilfen und der Abbau von Bevorzugungen von Ölimporten aus Drittländern im Rahmen der Europäischen Wirtschaftsgemeinschaft (EWG) begünstigten die weitere Etablierung der europäischen Nachfrage nach Sojabohnen.
Seit den 1970er Jahren nahm die Sojabohnenproduktion in Nordamerika weiter zu. Insbesondere in Südamerika gewann sie massiv an Bedeutung. Im Süden Brasiliens begann die Sojabohne Kaffee zu verdrängen. Heute produziert Südamerika mehr Sojabohnen als Nordamerika. Die globalen Warenketten verknüpften mehrere Kontinente. In zwei Globalisierungsschüben zwischen 1950 und 1990 gelangte Soja nicht nur von Nordamerika nach Westeuropa und Ostasien, sondern auch von Südamerika nach Westeuropa und Ostasien. 2016 führten Sojabohnen mit einem Geldwert von 52 Milliarden US-Dollar die Rangliste der weltweit gehandelten Agrargüter an, gefolgt von Weizen (36 Milliarden US-Dollar) und Wein (32 Milliarden US-Dollar).

## Wirtschaftliche Bedeutung
Auf dem Weltmarkt für Ölsaaten (fetthaltige Pflanzensamen, jedoch ohne Ölpflanzen mit fetthaltigen Früchten) hat die Sojabohne mit über 55 % den größten Marktanteil und einen volkswirtschaftlichen Wert von knapp 50 Milliarden US-Dollar. Die Welternte 2022 belief sich auf 348.856.427 t. Die gesamte Anbaufläche betrug etwa 134 Mio. Hektar. Die 10 größten Produzenten erzeugten zusammen etwa 96,9 % der gesamten Welternte. Der größte Produzent war Brasilien, das allein etwa 34,6 % der Welternte einbrachte.

### Die größten Sojaproduzenten
| Rang | Land                | Menge (in t) |
| ---- | ------------------- | ------------ |
| 1    | Brasilien           | 120.701.031  |
| 2    | Vereinigte Staaten  | 116.377.000  |
| 3    | Argentinien         | 43.861.066   |
| 4    | Volksrepublik China | 20.280.000   |
| 5    | Indien              | 12.986.720   |
| 6    | Kanada              | 6.543.158    |
| 7    | Russland            | 6.003.153    |
| 8    | Paraguay            | 4.532.103    |
| 9    | Bolivien            | 3.457.144    |
| 10   | Ukraine             | 3.443.800    |
|      | Summe TOP TEN       | 338.185.174  |
|      | restliche Länder    | 10.671.253   |

### Sojaproduktion in Deutschland, Österreich und der Schweiz

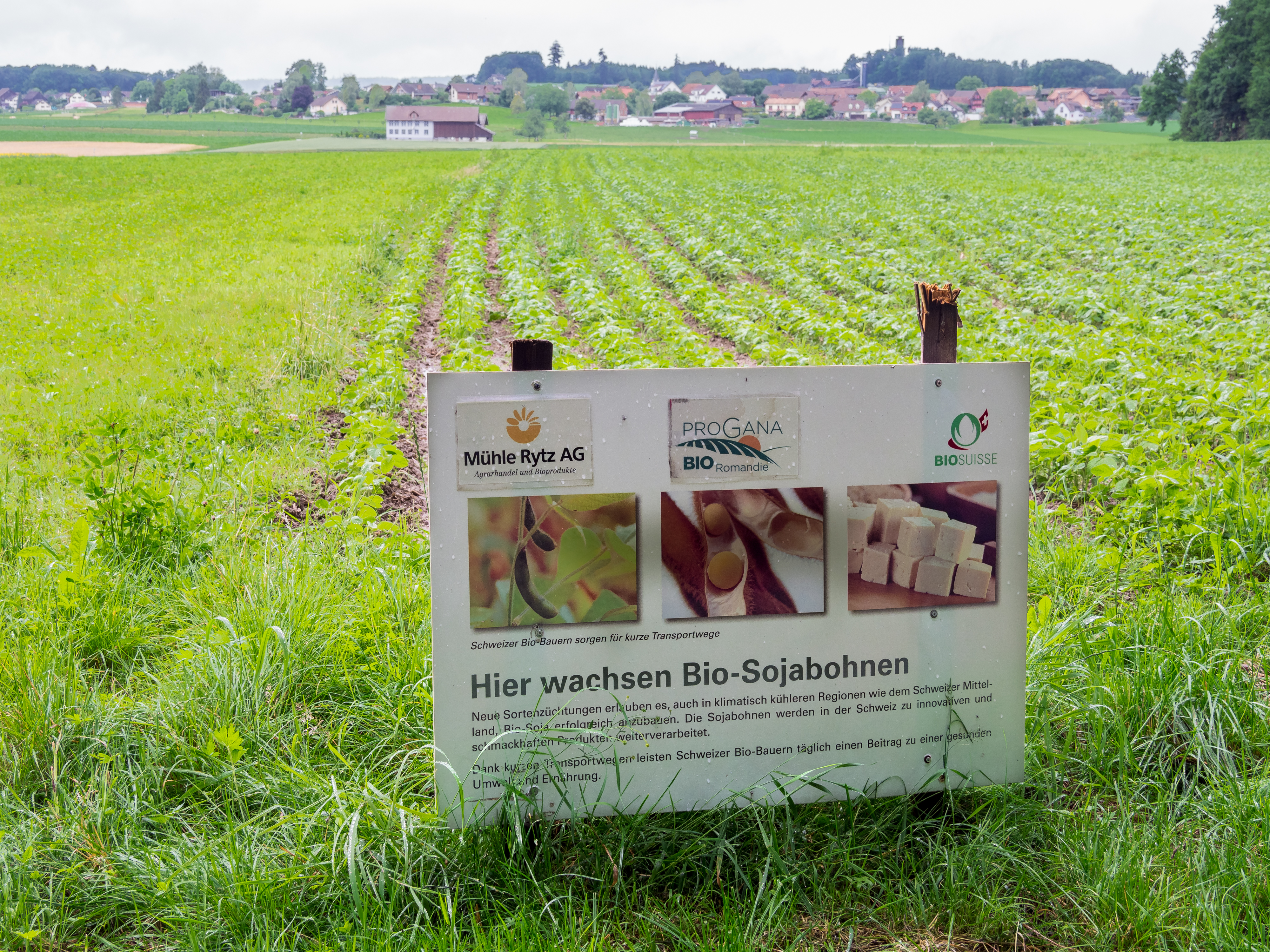
Bio-Sojabohnenanbau bei Wäldi, Kanton Thurgau, Schweiz

(Der Rang bezieht sich auf die Weltproduktion.)
| Rang | Land        | Menge (in t) |
| ---- | ----------- | ------------ |
| 22   | Österreich  | 248.420      |
| 39   | Deutschland | 120.500      |
| 67   | Schweiz     | 6.175        |
|      | DACH        | 375.095      |

### Welthandel
2022 wurden weltweit 157.643.999 t Sojabohnen exportiert. Die zehn größten Handelsnationen exportierten zusammen 98,6 % davon.
| Rang | Land               | Menge (in t) |
| ---- | ------------------ | ------------ |
| 1    | Brasilien          | 78.932.118   |
| 2    | Vereinigte Staaten | 57.332.027   |
| 3    | Argentinien        | 5.195.178    |
| 4    | Kanada             | 4.283.426    |
| 5    | Uruguay            | 3.065.209    |
| 6    | Paraguay           | 2.272.662    |
| 7    | Ukraine            | 2.000.875    |
| 8    | Niederlande        | 947.260      |
| 9    | Russland           | 778.927      |
| 10   | Bolivien           | 603.917      |
|      | Summe Top Ten      | 155.411.599  |
|      | restliche Länder   | 2.232.400    |

Die Sojabohne war 2022 mit 157,6 Millionen Tonnen nach Weizen (186,7 Mio. t) und Mais (209,5 Mio. t) die meistgehandelte Nutzpflanze. Exporteure sind vor allem südamerikanische Länder und die USA.
Der mit Abstand bedeutendste Importeur (2022) war China (59,4 % der weltweiten Importmenge), gefolgt von den Niederlanden (2,6 %). Insgesamt wurden 2022 rund 153,4 Millionen Tonnen importiert. Während China bis Mitte 2019 das meiste Soja aus den USA importierte, änderte sich dies angesichts des Handelskonflikts mit den USA. China bezieht nun (Stand: 2020) das meiste Soja aus Brasilien und Argentinien. Um die Importabhängigkeit zu verringern, gab das chinesische Landwirtschaftsministerium 2023 das Ziel vor, bis 2032 nur noch 70 % des Bedarfs einzuführen und demgemäß 30 % des Bedarfs in China anzubauen.
Seit 1996 ist eine gentechnisch veränderte (transgene) Sojabohne zugelassen, die die Unkrautbekämpfung erleichtert. Die Pflanzen sind resistent gegen das Breitbandherbizid Glyphosat (Roundup). 2015 wurde auf 83 % der globalen Sojaanbaufläche transgenes Saatgut verwendet.

### Südamerika

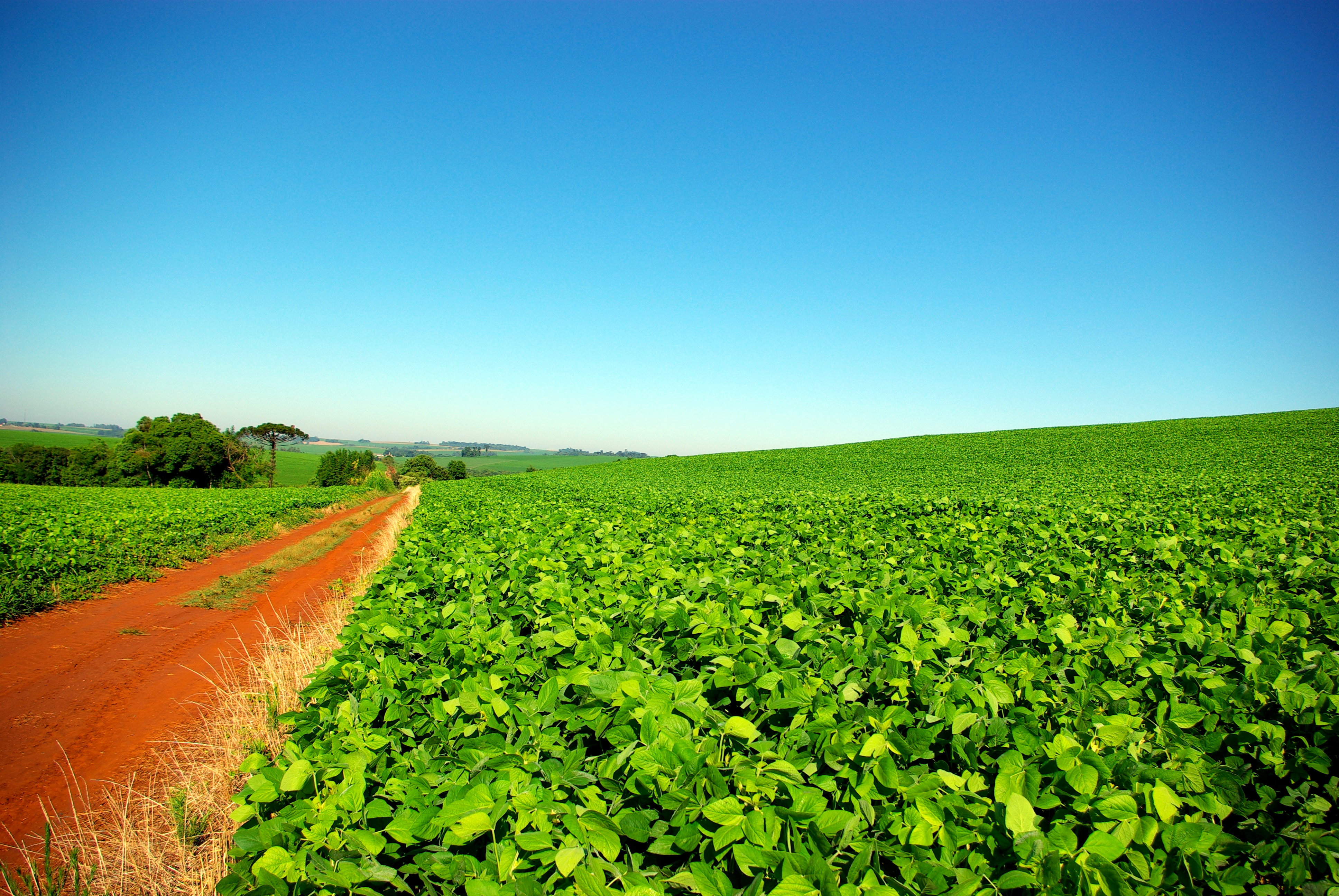
Sojabohnenfeld in Rio Grande do Sul (Brasilien), 2008

Im Jahr 2022 produzierte Südamerika 49,7 % der globalen Sojabohnenernte (entsprach 173.378.306 t). Die Anbauflächen betrugen 2022 in Südamerika 62,9 Millionen Hektar. Brasilien steigerte von 2000 bis 2022 die Produktion von Sojabohnen von etwa 61,7 Millionen Tonnen auf 135 Millionen Tonnen. Brasilien liefert fast 100 % seiner Sojaernte an China.

### Nordamerika

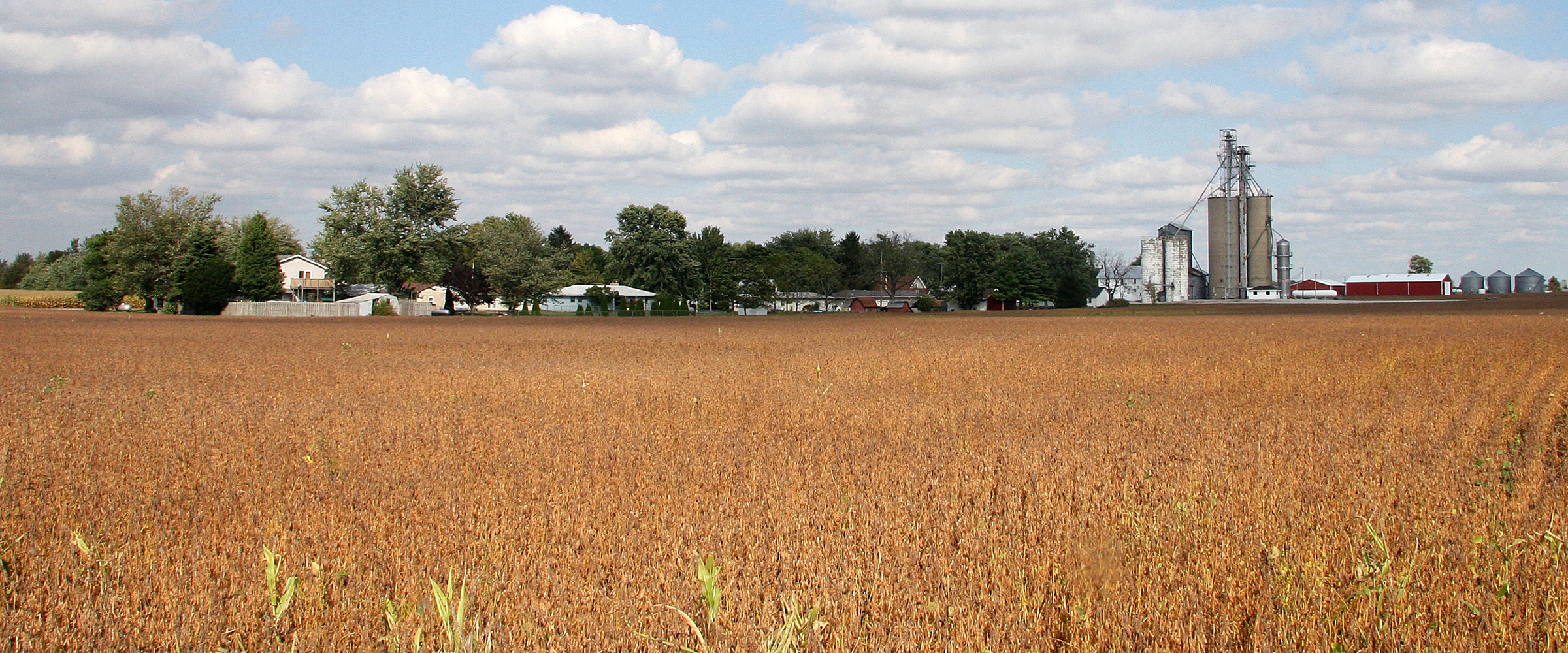
Sojabohnenfeld in Clinton County (Indiana), erntereif

Die Sojaproduktion betrug 122.920.158 Tonnen. Damit stammten 35,2 % der Weltproduktion 2022 aus Nordamerika (USA + Kanada). Hauptanbaugebiet ist hier der sogenannte Corn Belt („Maisgürtel“) im Mittleren Westen der USA, wo fast ausschließlich Mais und Sojabohnen angebaut werden. Die US-Bundesstaaten Illinois und Iowa sind am produktionsstärksten. Mehr als ein Drittel der US-Produktion wird exportiert, und Sojaöl ist das verbreitetste Pflanzenöl in der Lebensmittelproduktion in den USA.
In den USA und Kanada ist der Anbau von gentechnisch verändertem Soja weit verbreitet.

### Asien
Im Jahr 2022 wurden in Asien 10,1 % der globalen Sojaernte produziert. China ist der mit Abstand wichtigste Produzent des Kontinents.

### Europa
Im Jahr 2022 wurden in Europa 3,6 % der globalen Erntemenge produziert. In der EU werden in erster Linie in Italien, Rumänien und Frankreich Sojabohnen produziert, außerhalb der EU in der Ukraine, Russland und Serbien. Die Soja-Anbaufläche betrug 2022 in Europa 6,2 Millionen Hektar mit einer Ernte von 12,4 Millionen Tonnen. Die EU ist der zweitgrößte Importeur von Soja, von dem drei Viertel als Futtermittel, hauptsächlich für Hühner und Schweine, eingesetzt wird. 2007 hatte die EU einen Bedarf von 34,5 Mio. t Sojaschrot, wovon 0,3 Mio. t innerhalb ihrer Grenzen produziert wurden. 98 % des Sojaschrots für die Tiermast importiert die EU, vor allem aus den Ländern Südamerikas.
Ein Anbau kommt in Europa nur dort in Betracht, wo während der unter europäischen Klimabedingungen gegebenen Vegetationszeit von 150 bis 180 Tagen eine Wärmesumme von 1500 bis 2000 Gradtage bezogen auf einen Schwellenwert von 6 °C erreicht wird. Zur Keimung der Sojasaat ist eine Bodentemperatur von circa 10 °C erforderlich.
Mehrere gentechnisch veränderte Sojabohnen sind in der EU zur (kennzeichnungspflichtigen) Verwendung als Futter- und Lebensmittel zugelassen, jedoch nicht für den Anbau.

#### Deutschland

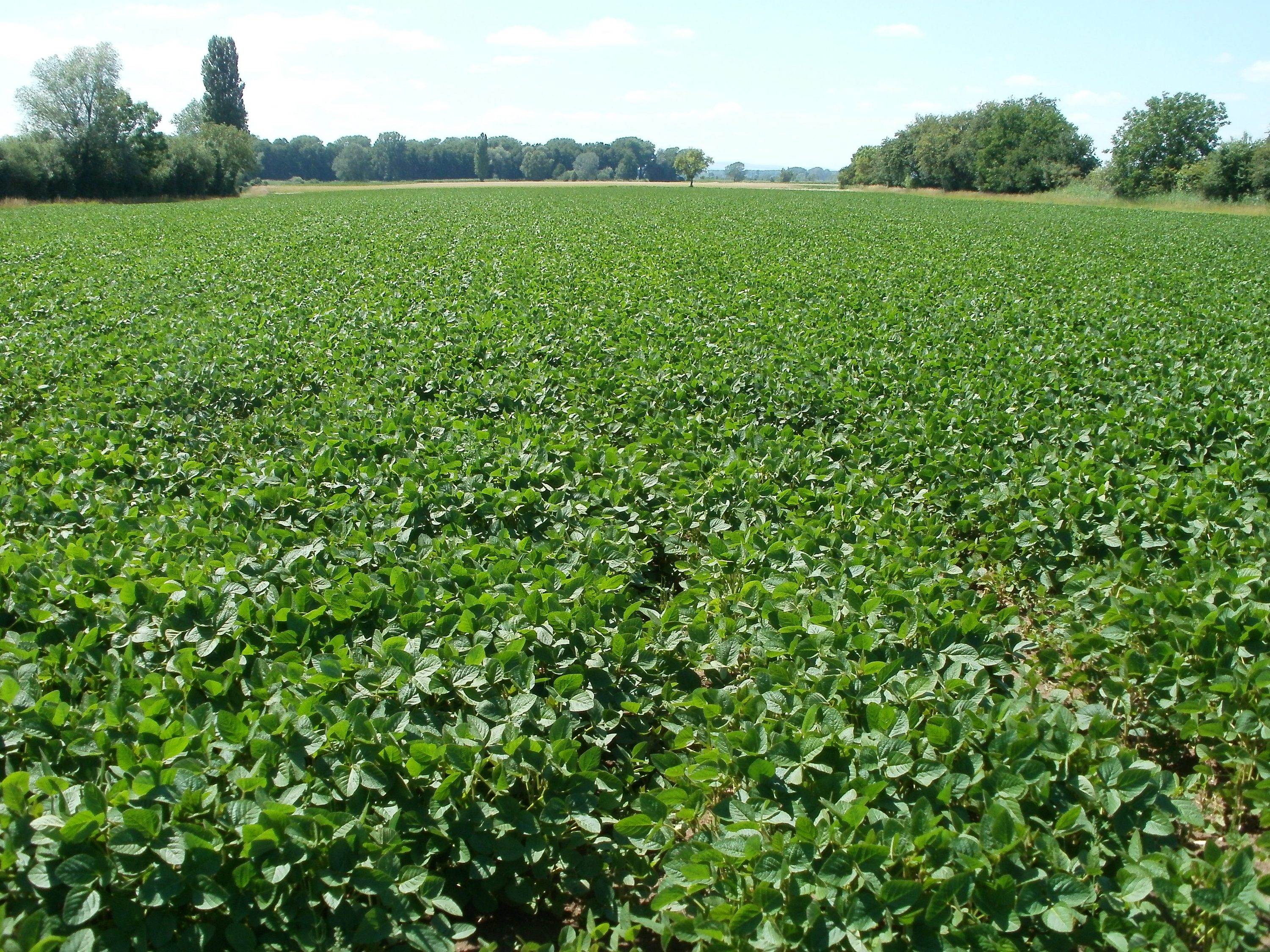
Sojabohnenfeld bei Hockenheim (2011)

In Deutschland wurden im Jahr 2022 auf 34.200 Hektar Sojabohnen angebaut. Es wurden 120.500 Tonnen geerntet. Optimale klimatische Bedingungen in der unter hiesigem Klima möglichen Vegetationszeit der Bohnen zwischen Ende April/Anfang Mai und Mitte Oktober herrschen nur an einigen Standorten in Süddeutschland (Oberrheinische Tiefebene zwischen Freiburg und Mainz, Neckartal zwischen Stuttgart und Heilbronn, südliches Bayern, insbesondere in den Tälern von Donau, Inn und Rott). Seit 1996 konzentriert man sich auf den ökologischen Anbau. Mit gentechnikfreiem Soja könnten gemäß dem Deutschen Sojaförderring Preise deutlich über dem Weltmarktpreis erreicht werden.
Von 2011 bis 2013 lief ein vom BMEL im Rahmen des „Bundesprogramms Ökologischer Landbau und andere Formen nachhaltiger Landwirtschaft“ (BÖLN) mit 600.000 € finanziertes und vom Forschungsinstitut für biologischen Landbau Deutschland geleitetes Forschungsprojekt unter Beteiligung mehrerer Hochschulen, Institute, Unternehmen und Verbände. Ziel des Projekts war die Ausweitung des Sojaanbaus in Deutschland durch züchterische Anpassung sowie pflanzenbauliche und verarbeitungstechnische Optimierung. Der Abschlussbericht wurde 2014 veröffentlicht.

#### Österreich
Erste Anbauversuche der Sojabohne in Österreich gehen auf die Universität für Bodenkultur im Jahr 1875 zurück. Erstmals größere Verbreitung fand der Soja-Anbau Anfang der 1990er-Jahre. Nach einem Rückgang bei der Anbaufläche nach dem EU-Beitritt 1995 stieg die Anbaufläche zuletzt wieder stetig an und betrug im Jahr 2019 69.210 Hektar, der viertgrößte Wert innerhalb der EU. Innerhalb Österreichs konzentriert sich der Soja-Anbau vor allem auf die Bundesländer Burgenland und Niederösterreich, die jeweils über 18.000 Hektar bewirtschaften. Danach folgen Oberösterreich, die Steiermark und Kärnten (2019).
In den Jahren 2010–2019 steigerte sich die durchschnittliche Jahresernte von 94.544 bis auf 217.000 Tonnen. Etwa 50 % der Ernte werden als Speisesoja zu Lebensmitteln (z. B. Sojamilch, Tofu) weiterverarbeitet. Mehrere Unternehmen in den österreichischen Anbaugebieten, auf denen (wie gesetzlich vorgeschrieben) ausschließlich gentechnikfreies Saatgut verwendet wird, sind auf die Verarbeitung spezialisiert und exportieren EU-weit. Auf 6.300 Hektar (2011), etwa 20 % der Anbauflächen, wird ökologische Landwirtschaft betrieben. 2019 wurden auf 69.210 Hektar 217.780 Tonnen Soja hergestellt. Die Bio-Anteile waren im selben Jahr in Wien mit 57 %, im Burgenland mit 44 % und in Niederösterreich mit 41 % am höchsten.

## Durchschnittliche Zusammensetzung
Die Zusammensetzung von Sojabohnen schwankt naturgemäß, sowohl in Abhängigkeit von den Umweltbedingungen (Boden, Klima) als auch von der Anbautechnik (Düngung, Pflanzenschutz).
Angaben je 100 g reifer, getrockneter Sojabohnen:
| Bestandteile  |        |
| ------------- | ------ |
| Wasser        | 8,5 g  |
| Eiweiß        | 34,3 g |
| Fett          | 18,3 g |
| Kohlenhydrate | 6,3 g* |
| Ballaststoffe | 22,0 g |

| Mineralstoffe |         |
| ------------- | ------- |
| Natrium       | 5 mg    |
| Kalium        | 1800 mg |
| Magnesium     | 220 mg  |
| Calcium       | 200 mg  |
| Mangan        | 2,7 mg  |
| Eisen         | 6,6 mg  |
| Kupfer        | 1,2 mg  |
| Zink          | 4,2 mg  |
| Phosphor      | 550 mg  |

| Vitamine               |         |
| ---------------------- | ------- |
| Retinol (Vit. A1)      | 65 µg   |
| Thiamin (Vit. B1)      | 1000 µg |
| Riboflavin (Vit. B2)   | 460 µg  |
| Nicotinsäure (Vit. B3) | 2600 µg |
| Vitamin B6             | 1000 µg |
| Folsäure               | 240 µg  |
| Vitamin E              | 1500 µg |

| Essentielle und semi-essentielle Aminosäuren |         |
| -------------------------------------------- | ------- |
| Arginin1                                     | 2360 mg |
| Histidin1                                    | 830 mg  |
| Isoleucin                                    | 1780 mg |
| Leucin                                       | 2840 mg |
| Lysin                                        | 1900 mg |
| Methionin                                    | 580 mg  |
| Phenylalanin                                 | 1970 mg |
| Threonin                                     | 1490 mg |
| Tryptophan                                   | 450 mg  |
| Tyrosin                                      | 1250 mg |
| Valin                                        | 1760 mg |

* Differenzberechnung

1 semi-essentiell

1 mg = 1000 µg
Der physiologische Brennwert beträgt 1866 kJ je 100 g essbarem Anteil.

## Verwendung

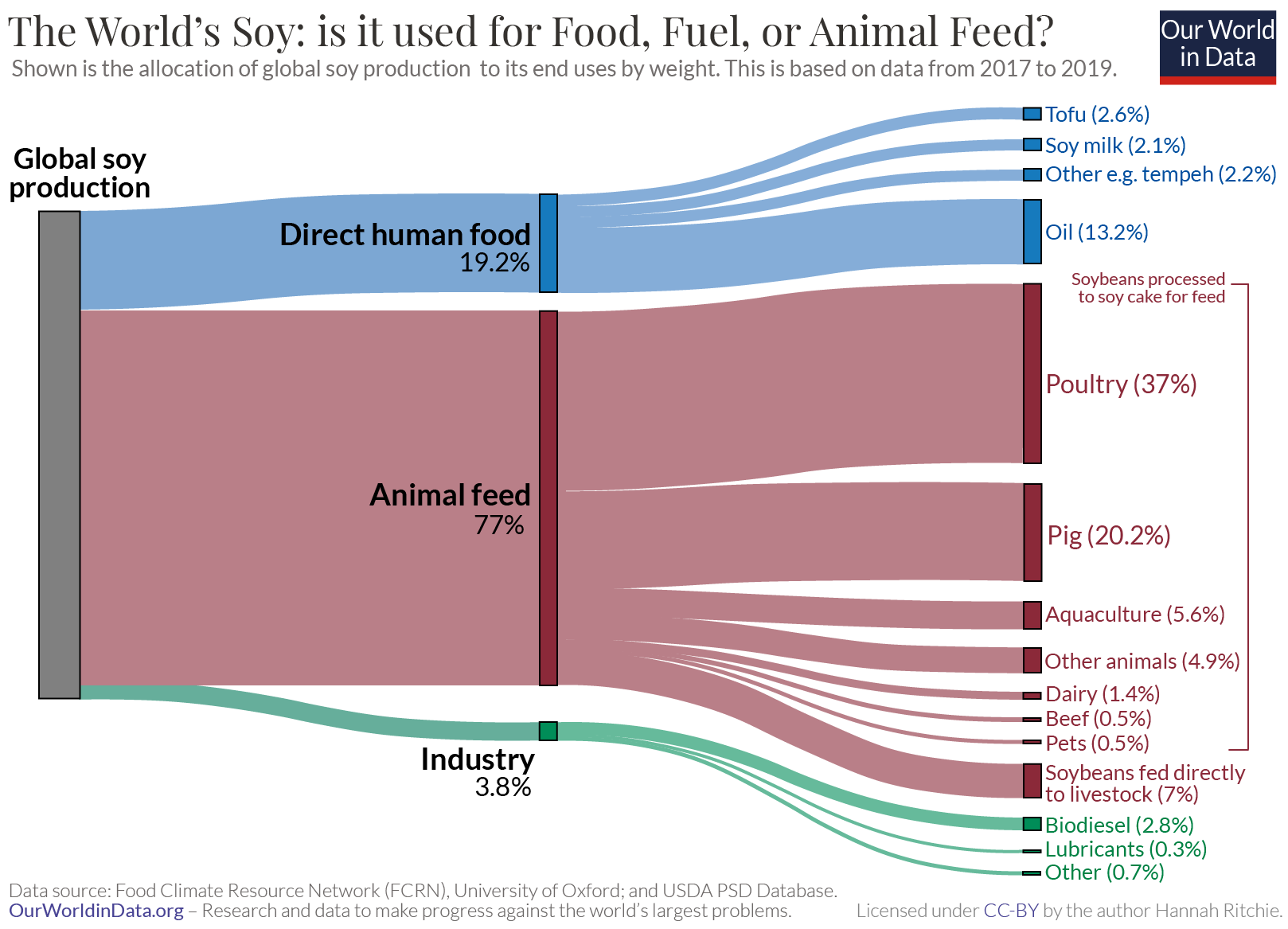
Aufschlüsselung dessen, wofür das weltweite Soja im Jahr 2018 verwendet wurde.

### Futter- und Lebensmittel
In der Anbausaison 2008/09 wurden 91 % der Sojaernte in Ölmühlen gepresst. Produkte der Pressung sind zu etwa 90 % Sojamehl und zu 10 % Sojaöl. Das Öl wird in erster Linie im Lebensmittelbereich als Salat- und Kochöl, sowie Brat- und Backfett benutzt. Das Mehl wird vor allem als Futterzusatz (Ergänzungsfutter) für Geflügel (ca. 46 %) eingesetzt. Auch Rinder (ca. 20 %) und Schweine (ca. 25 %) werden mit Sojamehl gefüttert. Zu einem geringen Anteil (ca. 3 %) wird es beispielsweise in Form von texturiertem Soja als Fleischersatz verwendet. Weitere verbreitete Produkte sind: Tofu, Sojasauce, Sojamilch und Sojajoghurt. In fermentierter Form sind besonders verbreitet: Miso, Tempeh, Nattō oder Yuba und dessen Variante Bambus (engl.: bamboo).

#### Sojasprossen
Bei dem im Deutschen fälschlich als „Sojasprossen“ bezeichneten Sprossengemüse handelt es sich um Keime der Mungbohne, die Mungbohnensprossen. Diese Sprossen werden in den meisten Ländern Asiens verwendet. In der Chinesischen und Koreanischen Küche werden jedoch auch echte Sojasprossen verwendet. Diese müssen vor dem Verzehr erhitzt werden, da sie roh giftig sind.

### Verwendung von Sojaöl und Sojalecithin in der Medizin
Pharmazeutisch verwendet werden kann das gereinigte Sojaöl (Sojae oleum raffinatum Ph. Eur.), außerdem hydriertes Sojaöl (Sojae oleum hydratum Ph. Eur.), partiell hydriertes Sojaöl (Sojae oleum ex parte hydrogenatum DAB, ÖAB), Sojalecithin (Lecithinum vegetabile ex soja) und entöltes Sojalecithin (Sojae lecithinum desoleatum DAB).
Wirkstoffe im Sojaöl sind: Fettes Öl (ca. 18–25 %) überwiegend mit Glyceriden der Linolsäure, Ölsäure und α-Linolensäure, nur wenig Stearinsäure und Palmitinsäure. Wirkstoffe im gehärteten Sojaöl sind dagegen hauptsächlich Glyceride der Stearinsäure und der Palmitinsäure.
Bei der Gewinnung des Sojaöls fällt als Nebenprodukt Sojalecithin an, ein Gemisch aus Phosphatiden, insbesondere Phosphatidylcholin. Das Sojalecithin besteht zu 35–50 % aus einem Protein mit reichlich essentiellen Aminosäuren. Weitere Bestandteile sind: Kohlenhydrate, Isoflavone wie Genistein, Daidzin, Formononentin und Cumesterol, Triterpensaponine, Lectine, Sterole und Vitamin E.
Anwendung: Sojaöl steht bei der Weltproduktion pflanzlicher Öle für Nahrungszwecke (als Speiseöl und Rohstoff für die Margarineproduktion) an erster Stelle. Pharmazeutisch verwendet man Emulsionen mit Sojaöl als intravenöse Infusionen zur künstlichen Ernährung, außerdem in Badezusätzen gegen trockene Haut.
Sojalecithin findet breite Nutzung als Lösungsvermittler zwischen wasser- und fettlöslichen Verbindungen, beispielsweise als Ausgangsmaterial für Liposome, bei der Herstellung von Salben, aber auch in der Lebensmittelindustrie (Schokolade, Backwaren).
Bekannt ist die traditionelle Anwendung in Kräftigungsmitteln und als „Nervennahrung“ bei Konzentrationsmangel. Wegen seiner lipidsenkenden Eigenschaften wird Sojalecithin auch zur Unterstützung diätetischer Maßnahmen bei leichten Formen von Fettstoffwechselstörungen, insbesondere bei erhöhten Cholesterin-Werten, herangezogen und auch bei Lebererkrankungen und zur Prophylaxe von Gallensteinen eingesetzt.

### Technische Verwendung

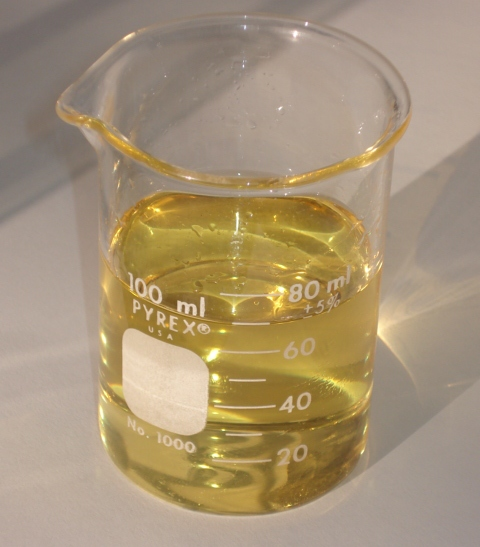
Biodiesel aus Sojaöl

Wie andere Pflanzenöle wird auch Sojaöl für eine Reihe von technischen Anwendungen genutzt. Vor allem in den letzten Jahren nahm seine Verwendung zur Herstellung von Biodiesel und Sojamethylester (SME) in den Vereinigten Staaten stark zu. Biodiesel aus Sojaöl liefert etwa 193 % der in seiner Produktion eingesetzten Energie und reduziert Treibhausgasemissionen gegenüber Treibstoffen aus Erdöl um 41 %. Damit ist es deutlich effizienter als z. B. Ethanol aus Mais. Die Luftverschmutzung ist zudem geringer als bei Ethanol aus Mais.
Außerdem dient es als schnelltrocknendes Öl zur Herstellung von Alkydharzen, Anstrichfarben und Spachtelmassen sowie seit 1987 insbesondere für Druckfarben. So werden in den USA etwa 50 % aller Zeitungen und sogar 75 % aller Tageszeitungen heute mit Druckfarben auf Sojaölbasis gedruckt, in Europa liegt der Anteil bei etwa 15 %.
Die enthaltenen Fettsäuren finden vor allem Verwendung in Kosmetik- und Körperpflegemitteln sowie in einem großen Spektrum weiterer Anwendungen, vor allem als Wirkstoffträger für lipidlösliche Pflanzeninhaltsstoffe und Vitamine sowie als Grundlage für Badeöle und Cremes. Obwohl Sojaöl keine abstoßende Wirkung auf Insekten hat, wird es auch verwendet, um die nur kurze Wirkdauer ätherischer Öle wie Geranienöl zu verlängern.

## Nachhaltigkeit
80 % der weltweiten Sojaernte dienen als Futtermittel für Tiere, also zur Produktion von Fleisch, Eiern und Milchprodukten. Nur 2–5 % der weltweiten Sojaernte werden vom Menschen direkt konsumiert. Zwischen 2000 und 2010 wurden allein in Südamerika 24 Millionen Hektar Land zu Ackerflächen für den Sojaanbau umgewandelt.
Insbesondere in Brasilien hat der Soja-Anbau Regenwälder und Savannen zurückgedrängt. Durch Brandrodung wird dabei CO2 freigesetzt und durch Pflanzenschutzmittel die Artenvielfalt gefährdet. Der Soja-Import der EU zwecks Tiermast beansprucht eine Fläche von 11–14 Millionen Hektar.
Dies hat negative Folgen für Mensch, Tier und Umwelt: Lebensräume für Tiere und Pflanzen sowie fruchtbarer Boden werden zerstört, Wasser wird verseucht. Auch im brasilianischen Savannenwald Cerrado verschärft sich die Lage seit geraumer Zeit. Um der fortschreitenden Abholzung der Savanne entgegenzuwirken, haben sich Ende 2020 mehr als 150 Unternehmen und Investoren zusammengeschlossen. Ihr gemeinsames Ziel ist es, die Rodung des weltweit artenreichsten Savannenwaldes zu stoppen.
2021 veröffentlichte der WWF erstmals die sogenannte Händler-Scorecard. Diese wurde vom WWF in Auftrag gegeben und in Kooperation mit Global Canopy erstellt. Bei der Scorecard handelt es sich um eine Beurteilungsliste, die analysiert, inwieweit die größten Sojahändler der Welt ihren Selbstverpflichtungen nachkommen und Maßnahmen umsetzen, um der Entwaldung, Zerstörung von Ökosystemen sowie Menschenrechtsverletzungen entlang der Lieferketten entgegenzuwirken.
Das Bundesinformationszentrum Landwirtschaft der Bundesanstalt für Landwirtschaft und Ernährung urteilt daher in Bezug auf die Nachhaltigkeit: „Wichtigste Stellschraube im Hinblick auf den wachsenden Flächenverbrauch und die damit in vielen Anbauländern einhergehenden negativen Umweltwirkungen ist der maßvolle Konsum tierischer Produkte.“ 2020 lag der Soja-Pro-Kopf-Verbrauch in der EU (27 + UK) bei 61 Kilogramm, wobei davon 55 Kilogramm über tierische Produkte konsumiert wurde.
Die EAT-Lancet-Kommission empfiehlt in ihrer Nachhaltigkeitsstudie Planetary Health Diet täglich 25 g Soja als Proteinquelle, um den Fleischanteil an der Kost zu reduzieren.

## Gesundheit
Soja ist ein nährstoffreiches Lebensmittel. Es enthält hochwertige Proteine, Kalium, Magnesium und B-Vitamine.
Außerdem enthält es große Mengen an Isoflavonen, die Gegenstand unterschiedlichster Forschungsthematiken sind. Aufgrund des hohen Isoflavone-Gehaltes wurden Soja in der Vergangenheit sowohl gesundheitlich negative als auch positive Eigenschaften zugesprochen. Heute gilt ein normaler Soja-Konsum als unbedenklich und dort, wo Soja rotes oder verarbeitetes Fleisch ersetzt, als gesundheitlich vorteilhaft.
Lediglich bei schlechter Jod-Versorgung kann Soja die Funktion der Schilddrüse beeinflussen.

### Herzkreislauf
Ein schützender Effekt von Soja auf die Herzkreislaufgesundheit wird vielfach diskutiert, jedoch mit bislang unklarem Ergebnis.

### Krebs
Der regelmäßige Konsum von Soja ist in Beobachtungsstudien mit einem geringeren Risiko verknüpft, an Brust- oder Prostatakrebs zu erkranken. Ein ursächlicher Schutz durch Soja ist nicht nachgewiesen, da langfristige große randomisiert-kontrollierte Studien zu Soja fehlen. Für Soja-Isoflavone gibt es aber derartige Studien, jedoch mit deutlich kleineren Fallzahlen und kleineren bis fehlenden Effekten.

### Osteoporose
Zwar zeigten einige Studien einen positiven Effekt auf die Verhinderung von Osteoporose, noch ist die Evidenz jedoch zu gering, um hier eine Empfehlung aussprechen zu können.

### Hormonelle Effekte
Insbesondere in sozialen Medien wird Soja auffällig oft mit einer Verweiblichung von Männern in Verbindung gebracht. Hierbei wird sich häufig auf Einzelfall-Berichte oder Tierstudien gestützt. Die wissenschaftlichen Daten sind dünn und widersprüchlich, Beobachtungsstudien und klinische Studien geben jedenfalls keinen Anlass zu Bedenken.
Auch in Bezug auf die Kinderernährung haben Experten und das Bundeszentrum für Ernährung im Rahmen einer ausgewogenen Ernährung keine Bedenken. Sojamilch sollte allerdings mit Kalzium angereichert sein. In Bezug auf die Geschlechtsreife oder den Hormonhaushalt zeigten mehrere Studien keinen nennenswerten Effekt.
Ein technisches Review aus dem Jahr 2021 wertete 417 Studien zur möglichen hormonellen Wirksamkeit von Soja aus. Davon waren 229 Beobachtungsstudien, 157 klinische Studien und 32 systematische Reviews oder Metastudien. Die Autoren kommen zu dem Ergebnis, dass Soja:
- sich nicht negativ auf die Schilddrüse auswirkt,
- keinen negativen Einfluss auf das Brustgewebe hat,
- keinen negativen Einfluss auf den Östrogen-Haushalt von Frauen hat,
- keinen negativen Einfluss auf den Testosteron-Haushalt von Männern hat,
- keinen negativen Einfluss auf Spermienmenge oder -qualität hat
- kein negativer Einfluss der Isoflavon-Aufnahme bei Kindern feststellbar war.

Die Wissenschaftler kommen zu dem Schluss, dass Isoflavone auf Basis der Daten nicht als Endokrine Disruptoren eingeordnet werden können.

## Allergie
Zur Prävalenz der Sojaallergie existieren kaum verlässliche Daten. Für die USA gibt es Schätzungen von 0,6 %, für Europa 0,3 % bis 0,4 % (zum Vergleich: Kuhmilch 1,9 %, Eier 0,8 %). Bei einjährigen Kindern wird eine Prävalenz von 0,2 % beschrieben, bei 4- bis 8-Jährigen 0,8 %. Im Kindesalter verschwindet sie oft spontan wieder. Bis zum Alter von 10 Jahren haben 70 % von ihnen eine Sojatoleranz entwickelt.

### Kreuzallergie
Birkenpollenallergiker können betroffen sein: „Ursache für die Kreuzreaktion ist das zur Gruppe PR-10 gehörende Stressprotein Gly m 4, dessen Struktur dem Birkenpollenallergen Bet v 1 ähnelt (50%ige Sequenzhomologie). Eine Schwellendosis für die Auslösung einer pollenassoziierten Sojaallergie kann nicht angegeben werden. Oftmals reicht aber bereits ein geringer Schleimhautkontakt mit dem Allergen, um eine Reaktion auszulösen. Repräsentative Zahlen über betroffene Verbraucher gibt es nicht. Schätzungsweise leiden rund 16 % der Bevölkerung in Europa an einer Pollenallergie, von denen rund 10 bis 20 % (d. h. 2 bis 3 % der Bevölkerung) eine Kreuzallergie mit Sojabohneneiweiß entwickeln.“
Andere Schätzungen gehen von 3,7 % aus, womit diese Form der Allergie noch unter der von Karotte oder Kartoffeln liegt.
Ob eine Reaktion auftritt, hängt von der Art der Verarbeitung ab. Vor allem Sojamilch und Sojaproteinpulver scheinen bei Betroffenen eine sofortige Reaktion auszulösen, weil darin die Bohne kaum verarbeitet vorliegt. Bei verarbeiteten Produkten (bsp. Fermentation, Erhitzen) kommt es zur Hydrolysierung des Allergens, so dass die Allergenität deutlich abnimmt. Betroffene können die meisten Produkte mit Sojabestandteilen daher verzehren, ohne dass es zu Beschwerden kommt.

## Genom-Forschung
Das Genom der Sojabohne ist das erste eines Hülsenfrüchtlers, das vollständig sequenziert wurde. Es umfasst rund 1,1 Milliarden Basenpaare. Die Forscher kamen bei der Analyse des Genoms unter anderem zu dem Ergebnis, dass es sich vor etwa 59 und 13 Millionen Jahren jeweils verdoppelt hat (Polyploidie). Die Kenntnis der Genomsequenz bildet die Grundlage für ein verbessertes Verständnis und eine bessere Nutzbarkeit der Sojabohne.

## Rundfunkberichte
- Dirk Asendorpf: Soja – Die Wunderbohne. In: SWR2 „Wissen“. 14. Januar 2013 (Wh. 10. März 2014).